# Albergaria-a-Velha
Albergaria-a-Velha es una villa portuguesa perteneciente al distrito de Aveiro, Región Centro y comunidad intermunicipal de Aveiro, con cerca de 7400 habitantes.
Es sede de un municipio con 155,98 km² de área y 24 638 habitantes (2001), subdividido en 6 freguesias. El municipio limita al norte con los municipios de Estarreja y Oliveira de Azeméis, al este con Sever do Vouga, al sureste con Águeda, al suroeste con Aveiro y al noroeste, a través de un brazo de la Ría de Aveiro, con Murtosa.
El municipio fue creado en 1835, por desmembramiento del de Aveiro.

## Demografía
| Gráfica de evolución demográfica de Albergaria-a-Velha entre 1864 y 2021 |
|                                                                          |
| Datos según el nomenclátor publicado por el INE portugués.               |

## Freguesias
Las freguesias de Albergaria-a-Velha son las siguientes:
- Albergaria-a-Velha e Valmaior
- Alquerubim
- Angeja
- Branca
- Ribeira de Fráguas
- São João de Loure e Frossos